# Sol Campbell
Sulzeer Jeremiah "Sol" Campbell (Londres, 18 de setembro de 1974) é um ex-futebolista inglês que atuava como zagueiro.
Com passagens marcantes pelos rivais Tottenham e Arsenal, é um dos seis jogadores com mais partidas disputadas (503) na história da Premier League. Campbell também teve longa carreira na Seleção Inglesa, defendendo o English Team entre 1996 e 2007 e atuando em 73 partidas pela Seleção.

## Carreira como jogador

### Tottenham
Revelado nas categorias de base do Tottenham, foi promovido aos profissionais em 1992. O zagueiro atuou por quase dez anos pelos Spurs e foi campeão da Copa da Liga Inglesa na temporada 1998–99.

### Arsenal
Em julho de 2001 foi contratado pelo rival Arsenal, onde viveu o auge da sua carreira. Com a camisa dos Gunners, Campbell conquistou dois títulos da Premier League, três da Copa da Inglaterra e dois da Supercopa da Inglaterra.
No dia 17 de maio de 2006, em jogo válido pela final da Liga dos Campeões da UEFA, Campbell abriu o placar contra o Barcelona no Stade de France, em Paris. Apesar disso, sua equipe foi derrotada de virada, por 2–1, com gols de Samuel Eto'o e Belletti, e ficou com o vice da competição.

### Portsmouth
Contratado pelo Portsmouth em agosto de 2006, Campbell foi um dos destaques da equipe no título da Copa da Inglaterra de 2007–08. O zagueiro permaneceu no clube até 2009, tendo atuado em 111 partidas e marcado dois gols.

### Notts County
Terminado o contrato com o Portsmouth, foi contratado em agosto de 2009 pelo Notts County, que na época era treinado pelo sueco Sven-Göran Eriksson. Campbell jogou apenas uma partida pela equipe e logo depois acertou seu retorno ao Arsenal.

### Retorno ao Arsenal

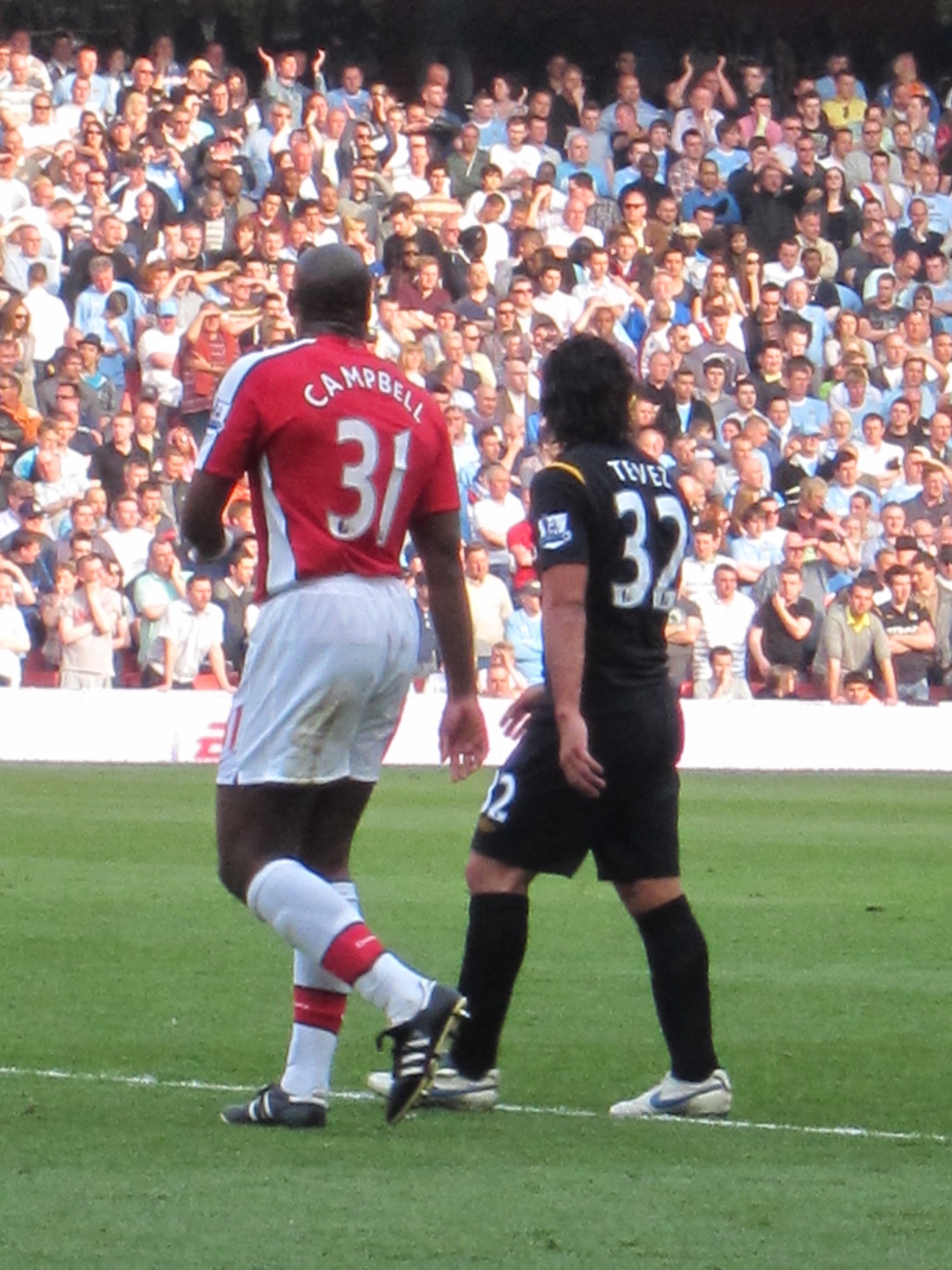
Campbell pelo Arsenal e Carlos Tévez pelo Manchester City em 2010

Na temporada 2009–10, diante da carência de zagueiros no elenco do Arsenal, o técnico Arsène Wenger solicitou a contratação do zagueiro, que assinou contrato no dia 15 de janeiro. Em sua segunda passagem pelos Gunners, atuou em onze partidas e marcou um gol.

### Newcastle
Em julho de 2010 foi contratado pelo Newcastle, então recém-promovido à Premier League. Apesar de ter ficado na equipe até o fim de 2011, Campbell atuou em apenas oito partidas e não marcou gols.

### Aposentadoria
Com a não renovação do contrato, e também por não mais receber propostas de nenhum clube, Campbell decidiu anunciar sua aposentadoria no dia 2 de maio de 2012.

### Amistoso pelo New York Cosmos
No dia 5 de agosto de 2011, Sol Campbell atuou pelo New York Cosmos, dos Estados Unidos, num amistoso contra o Manchester United. A partida foi disputada para a despedida do volante Paul Scholes, do Manchester United, e também marcou o retorno do New York Cosmos ao futebol.

## Seleção Nacional
Pela Seleção Inglesa, Campbell participou das Copas do Mundo de 1998, 2002 e 2006, e das Eurocopas de 1996, 2000 e 2004. Seu único gol marcado pelo English Team foi na fase de grupos da Copa do Mundo de 2002, num empate em 1 a 1 contra a Suécia.

## Carreira como treinador
Após ter salvado o Macclesfield Town do rebaixamento na temporada 2018–19 da League Two (quarta divisão do futebol inglês), no dia 23 de outubro de 2019 foi anunciado como novo técnico do Southend United, da terceira divisão.

## Títulos como jogador
Tottenham
- Copa da Liga Inglesa: 1998–99

Arsenal
- Premier League: 2001–02 e 2003–04

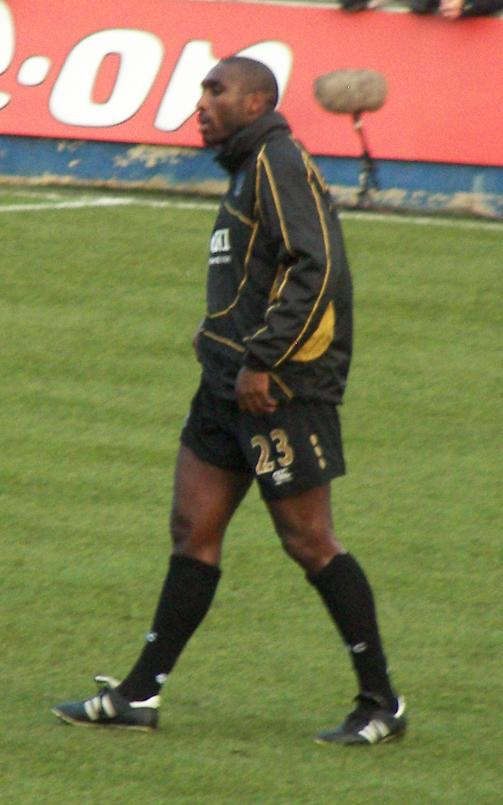
Campbell atuando pelo Portsmouth em 2008

- Copa da Inglaterra: 2001–02, 2002–03 e 2004–05
- Supercopa da Inglaterra: 2002 e 2004

Portsmouth
- Copa da Inglaterra: 2007–08

### Prêmios individuais
- Eleito para a Seleção do Campeonato da Copa do Mundo FIFA de 2002
- Eleito para a Seleção do Campeonato da Liga dos Campeões da UEFA de 2003–04
- Time do ano da PFA 1999, 2003 e 2004